# حافظ داود طوقان
حافظ داود طوقان (1931 - 2005) كاتب وسياسي عربي.
ولد في مدينة نابلس عام 1931 لعائلة عريقة في مجالات السياسة والأدب والأعمال. خاله الشاعر إبراهيم طوقان.
شغل مناصب كثيرة أهمها رئاسة بلدية نابلس بين عامي 1986 و1988.

## مؤلفاته
- الزعيم جمال عبد الناصر باني السد العالي.
- شاهد عيان على جرائم الصهيونية في فلسطين عام 1967.

إضافة إلى الكتب، نشر حافظ طوقان مقالات كثيرة في صحف عربية مختلفة، أعيد نشرها في كتاب أعدته ابنته سهى حافظ طوقان.
توفي طوقان في 24 آب 2005.